# Herbert Blomstedt
Pour les articles homonymes, voir Blomstedt.
Herbert Thorson Blomstedt est un chef d'orchestre suédois (naturalisé américain), né le 11 juillet 1927 à Springfield (Massachusetts). Depuis la mort de Stanislaw Skrowaczewski le 21 février 2017, il est actuellement le doyen de la direction d'orchestre, devant Christoph von Dohnanyi et Zubin Mehta, notamment.

## Biographie
Né aux États-Unis, ses parents retournent en Suède alors qu'il n'a que deux ans. Il étudie la musique au Conservatoire royal de Stockholm et à l'Université d'Uppsala, puis se spécialise en musique contemporaine à Darmstadt en 1949, en musique baroque avec Paul Sacher. Il apprend la direction d'orchestre auprès d'Igor Markevitch, Jean Morel (à la Juilliard School) puis de Leonard Bernstein.
En 1953, il remporte le premier prix du concours Koussevitzky, suivi d'un autre premier prix de direction au concours de Salzbourg en 1955.
D'abord directeur musical en Suède de l'Orchestre symphonique de Norrköping (1954-1962), il occupe ensuite le même poste à l'Orchestre philharmonique d'Oslo (1962-1968) puis à l'Orchestre symphonique de la radio danoise (1967-1977) et à l'Orchestre symphonique de la radio suédoise (1977-1982).
De 1975 à 1985, il a été également chef principal de la Staatskapelle de Dresde avec laquelle il enregistra des œuvres de Richard Strauss, ainsi que l'intégrale des symphonies de Beethoven et Franz Schubert, l'emmenant régulièrement en tournée.
Enfin, de 1985 à 1995, il fut directeur musical de l'Orchestre symphonique de San Francisco avec lequel il partit en tournée en Europe et en Asie. Ensemble, ils enregistrèrent pour la firme Decca, bon nombre de leurs disques ayant été salués par la critique. De 1996 à 1998, il fut également chef principal de l'Orchestre symphonique de la Radio de Hambourg, puis de 1998 à 2005 au même poste à la tête de l'Orchestre du Gewandhaus de Leipzig.
Blomstedt entretient des relations extrêmement tissées avec de nombreux orchestres du monde entier : ainsi, il est actuellement chef honoraire des orchestres de San Francisco, Bamberg, de l'Orchestre du Gewandhaus de Leipzig, des orchestres des radios danoise et suédoise ainsi que de l'Orchestre symphonique de la NHK (Tokyo).
De confession adventiste, Blomstedt ne répète jamais les vendredis soir ou les samedis, jour de sabbat dans l’Église adventiste du septième jour. Il dirige toutefois des concerts ces jours-là, car il considère le fait de diriger comme une expression de sa foi religieuse plus que comme un travail ordinaire.
En juin 2022, il est victime d'une chute qui le contraint à interrompre ses activités pendant près de trois mois ; il revient sur scène le 21 septembre à Stockholm puis à Berlin.

## Répertoire
Ses intégrales des symphonies de Carl Nielsen, Jean Sibelius ou de la musique orchestrale de Paul Hindemith sont considérées comme des références. Il est également un très grand interprète du répertoire austro-allemand : Beethoven, Mendelssohn, Schubert, Bruckner et surtout Richard Strauss sont ses favoris. Ses interprétations des Symphonies de Bruckner, notamment la huitième, avec l'orchestre de Bamberg sont considérées comme des réussites incomparables. La musique scandinave occupe également une place de choix : outre Nielsen (Danemark) et Sibelius (Finlande), Blomstedt dirige régulièrement des œuvres de Edvard Grieg (Norvège) ou encore son compatriote, le suédois Franz Berwald.